# Mateusz Demczyszak
Mateusz Demczyszak (ur. 18 stycznia 1986) – polski lekkoatleta specjalizujący się w biegach średnich i długich.

## Osiągnięcia
W 2005 roku wystąpił w mistrzostwach Europy juniorów oraz w czempionacie Starego Kontynentu w biegach przełajowych. Startował w młodzieżowych mistrzostwach Europy (2007). W 2010 roku zajął 4. miejsce w biegu na 1500 m podczas drużynowych mistrzostw Europy oraz reprezentował Polskę na mistrzostwach Europy.
Ma w dorobku siedem medali mistrzostw Polski seniorów oraz siedem krążków halowych mistrzostw kraju. Stawał także na podium młodzieżowych mistrzostw Polski.
Jest żołnierzem Wojska Polskiego.
| Rok  | Impreza                                          | Miejsce    | Konkurencja                   | Lokata            | Wynik    |
| ---- | ------------------------------------------------ | ---------- | ----------------------------- | ----------------- | -------- |
| 2005 | Mistrzostwa Europy juniorów                      | Kowno      | bieg na 3000 m z przeszkodami | 5. miejsce        | 8:57,24  |
| 2005 | Mistrzostwa Europy w biegach przełajowych        | Tilburg    | bieg przełajowy na 6,5 km     | 74. miejsce       | 19:52    |
| 2007 | Młodzieżowe mistrzostwa Europy                   | Debreczyn  | bieg na 3000 m z przeszkodami | 9. miejsce        | 8:55,30  |
| 2008 | Mistrzostwa Europy w biegach przełajowych        | Bruksela   | bieg przełajowy na 8 km       | 25. miejsce       | 26:00    |
| 2009 | Halowy puchar świata wojskowych                  | Ateny      | bieg na 3000 m                | 5. miejsce        | 8:13,46  |
| 2010 | Superliga drużynowych mistrzostw Europy          | Bergen     | bieg na 1500 m                | 4. miejsce        | 3:47,16  |
| 2010 | Mistrzostwa Europy                               | Barcelona  | bieg na 1500 m                | 7. miejsce        | 3:44,42  |
| 2010 | Puchar interkontynentalny                        | Split      | bieg na 3000 m                | 9. miejsce        | 7:59,92  |
| 2011 | Halowe mistrzostwa Europy                        | Paryż      | bieg na 1500 m                | el. – 12. miejsce | 3:47,67  |
| 2013 | Halowe mistrzostwa Europy                        | Göteborg   | bieg na 3000 m                | el. – 13. miejsce | 7:59,41  |
| 2013 | Mistrzostwa świata wojska w biegach przełajowych | Apatin     | bieg krótki                   | 7. miejsce        | 15.34,33 |
| 2013 | Mistrzostwa świata                               | Moskwa     | bieg na 3000 m z przeszkodami | eliminacje        | 8:34,60  |
| 2014 | Mistrzostwa Europy                               | Zurych     | bieg na 3000 m z przeszkodami | 10 miejsce        | 8:34,32  |
| 2015 | Halowe mistrzostwa Europy                        | Praga      | bieg na 3000 m                | eliminacje        | 8:09,30  |
| 2015 | Superliga drużynowych mistrzostw Europy          | Czeboksary | bieg na 5000 m                | 8. miejsce        | 14:30,21 |
| 2015 | Światowe wojskowe igrzyska sportowe              | Mungyeong  | bieg na 3000 m z przeszkodami | 6. miejsce        | 8:38,07  |

## Rekordy życiowe
- Bieg na 1000 metrów – 2:22,10 s. (26 maja 2015, Ostrawa)
- Bieg na 1000 metrów – 2:19,76 s. (1 września 2011, Warszawa) – ustanowiony na bieżni nie posiadającej wymaganego przepisami krawężnika)[5]
- Bieg na 1500 metrów – 3:36,15 s. (7 czerwca 2012, Huelva) – 6. wynik w historii polskiej lekkiej atletyki[5]
- Bieg na 3000 metrów – 7:48,30 s. (25 maja 2012, Ostrawa) – 5. wynik w historii polskiej lekkiej atletyki[5]
- Bieg na 3000 metrów z przeszkodami – 8:22,38 s. (2014)